# Mycena citrinovirens
Mycena citrinovirens är en svampart som tillhör divisionen basidiesvampar, och som beskrevs av Morten Lange. Mycena citrinovirens ingår i släktet Mycena, och familjen Favolaschiaceae. Arten har ej påträffats i Sverige.